# Horace Van Vaultz Jr.
Horace Van Vaultz Jr. (nascido em 21 de maio de 1955) é um estuprador e assassino em série dos Estados Unidos formalmente acusado pela morte de duas mulheres nos anos 1980 na Califórnia. No entanto, suas vítimas podem passar de 20, já que diversas fotos de jovens mulheres foram encontradas em sua casa.
Vaultz foi considerado culpado por duas acusações de assassinato em primeiro grau em 18 de agosto de 2022. Ele foi posteriormente condenado a duas penas consecutivas de prisão perpétua sem liberdade condicional em 19 de setembro de 2022.
"Ele é um homem que brutaliza e desumaniza as mulheres", disse a promotora Beth Silverman aos jurados que o acusaram.

## Investigação e prisão
Aos 64 anos de idade, Horace foi preso em 15 de novembro de 2019 pelo assassinato de Selena Keough, em 1981, e de Mary Duggan, em 1986. Os casos ficaram sem solução por décadas até que uma prova de DNA o ligou aos crimes. Com base no mesmo DNA, a responsabilidade de Vaultz no assassinato de Janna Rowe, 25, em Ventura, Califórnia, em 1986, também foi provada. Ele havia sido preso por este crime, mas depois absolvido em 1988.
Numa busca na casa de Vaultz em Bakersfield também foram encontraram inúmeras fotografias de mulheres jovens, algumas das quais a polícia suspeita também terem sido vítimas do assassino em série. Vinte e uma delas eram desconhecidas e a polícia de Burbank pediu ajuda às pessoas para identificá-las.

### Modus operandi
Horace levava as mulheres para lugares afastados com a proposta de manter relações sexuais, mas ao chegar aos locais, elas eram amarradas, agredidas sexualmente e sufocadas até a morte.

### Vítimas
- Selena Keough, 20, encontrada em Montclair, Califórnia, em 1981; foi encontrado sob alguns arbustos em uma rua em Montclair;
- Mary Duggan, 22, corpo encontrado em Burbank, Califórnia, em 1986; foi encontrada no porta-malas de seu carro em um estacionamento vazio de Burbank;
- Janna Rowe, 25, corpo encontrado em Ventura, Califórnia, em 1986; encontrada num monte de lixo; Horace sido absolvido por este crime, mas as provas de DNA o ligaram ao caso.[2]

## Julgamento e pena
Vaultz foi considerado culpado em duas acusações de assassinato em primeiro grau em 18 de agosto de 2022. Ele foi sentenciado, em 19 de setembro de 2022, a pena de prisão perpétua sem direto à liberdade condicional.
O acusado alega ser inocente, mas a promotora do caso disse: "não é coincidência que essas mulheres tenham tido o mesmo destino nas mãos do mesmo homem". Perguntado se chamaria isso de coincidência, Vaultz respondeu: "eu chamaria assim: não sei nada sobre isso".
A promotora também argumentou: "você teria que acreditar que esse réu é a pessoa mais azarada do planeta, para ter três mulheres mortas com o sêmen do réu dentro delas. Que o réu, que está fazendo sexo com todas essas mulheres, está apenas sendo seguido por um serial killer". 